# Huai jiejie zhi chai hun lianmeng
Huai jiejie zhi chai hun lianmeng (坏姐姐之拆婚联盟S), noto anche con il titolo internazionale Bad Sister, è un film del 2014 scritto e diretto da Kim Tae-kyun.

## Trama
Huang Er-shan è una ragazza che crede fortemente nelle stelle e nell'astrologia; dopo avere scoperto che sua sorella si sta per sposare con un ragazzo che le avrebbe procurato un "destino avverso", decide di partire per impedire il matrimonio; all'arrivo, scopre che anche il padre dello sposo è ugualmente contrario all'unione, e così decidono di dare vita a una specie di "alleanza".

## Distribuzione
In Cina la pellicola ha goduto di una distribuzione a livello nazionale, a partire dal 28 novembre 2014.